# MAD2L2
 Белок митотической контрольной точки сборки веретена деления MAD2B  — белок, кодируемый у человека геном  MAD2L2 . 

## Функция
MAD2L2 является компонентом митотической контрольной точки сборки веретена деления, который предотвращает возникновение анафазы до тех пор, пока все хромосомы не будут правильно выровнены на метафазной пластине. MAD2L2 является гомологом MAD2L1.

## Взаимодействия
MAD2L2, как было выявлено, взаимодействует с:
- ADAM9[англ.][3],
- MAD2L1[4],
- REV1[англ.][5] и
- REV3L[англ.][5][4].